# Elimaea annamensis
Elimaea annamensis är en insektsart som beskrevs av Morgan Hebard 1922. Elimaea annamensis ingår i släktet Elimaea och familjen vårtbitare. Inga underarter finns listade i Catalogue of Life.